# Sot de la Rovireta
El Sot de la Rovireta és un sot, o vall estreta i feréstega, del terme municipal de Sant Quirze Safaja, a la comarca del Moianès.
És en el sector central del terme, en el vessant sud-est de la Serra de la Rovireta, al sud-oest de la masia de la Rovireta. Es troba al sud de la Solella de la Rovireta, al nord-est de l'Estret i al sud-oest de Puigdolena.